# أونسومبل
أونسومبل (بالفرنسية:Ensemble) هو الألبوم الثاني للمغني الفرنسي كينجي جيراك، صدر في 30 أكتوبر 2015، وكانت الأغنية الأولى فيه هي أغنية «أنا أحترق». تجاوزت مبيعات الألبوم 500,000 نسخة.
يتضمن الألبوم أغاني أخرى مثل أغنية «عيون الأم» التي صدرت عام 2015 وأغنية «لا تنظري إلي بعد الآن» و «أنت وأنا» عام 2016.

## روابط خارجية
- أونسومبل على موقع أول موفي (الإنجليزية)